# 윈하이텍
윈하이텍(Winhitech)은 대한민국의 데크플레이트 기업이다.
본사는 충청북도 음성군 삼성면 하이텍산단로 99에 위치해 있다. 대표이사는 송자은, 박성태이다.

## 참고문헌
1. ↑  박재철, 윈하이텍, 적도기니 바타공항에 건설용 데크플레이트 수출, 철강금속신문, 2021.02.02